# تومبولو

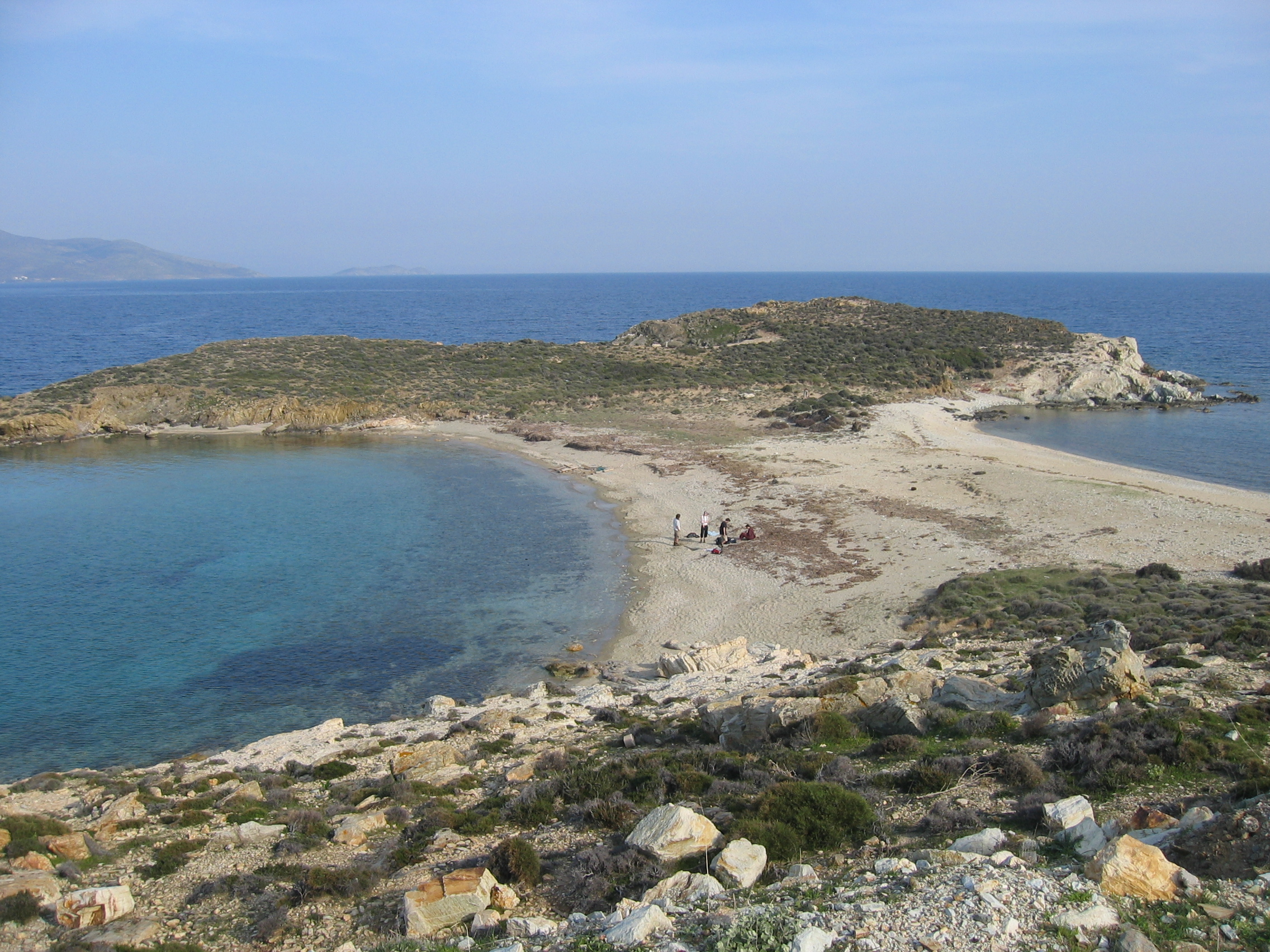
یک تومبولو در نزدیکی وابیه یونان

تومبولو (انگلیسی: Tombolo) نوعی زمین‌چهر حاصل از رسوب‌گذاری است که در آن یک جزیره توسط خشکی باریکی مانند زبانه ماسه‌ای یا سد ساحلی به سرزمین اصلی متصل شده‌است. این هنگامی که به خشکی متصل شود، جزیره ساحلی نامیده می‌شود. اگر چندین جزیره توسط زبانه‌هایی بالاتر از سطح آب به هم متصل شوند، خوشه تومبولو شکل می‌گیرد. گاهی دو یا چند تومبولو پهنه‌ای را تشکیل می‌دهند که به آن تالاب داخلی (لاگون) گفته می‌شود و در نهایت ممکن است با رسوبات پر شود. گاهی تومبولو به عنوان نوعی باریکه خاکی نیز در نظر گرفته می‌شود.